# Paulus Manker
Paulus Manker est un acteur et réalisateur autrichien né le 25 janvier 1958 à Vienne.

## Filmographie

### Comme acteur
- 1979 : Lemminge (Michael Haneke)
- 1984 : Wer war Edgar Allen ? (Michael Haneke)
- 1985 : Fraulein (Michael Haneke)
- 1980 : Exit... nur keine Panik
- 1983 : La Force des sentiments (Alexander Kluge): Kurt Schleich
- 1987 : Terre étrangère (Luc Bondy) d'après sa mise en scène de la pièce d'Arthur Schnitzler: Korsakov
- 1988 : Sternberg - Shooting Star
- 1989 : Hanna en mer
- 1989 : Weiningers Nacht (Paulus Manker): Otto Weininger
- 1989 : Mon XXe siècle (Az én XX. századom) (Ildiko Enidy): Weininger Ottó
- 1992 : Benny's Video (Michael Haneke)
- 1993 : Krücke : Fremder
- 1995 : Frère sommeil (Joseph Vilsmaier): Oskar
- 1995 : Die Sturzflieger : Garcia
- 1997 : Le Château (Michael Haneke): Momus
- 2000 : Rex Appels anonymes saison 6 épisode 4
- 2000 : Code inconnu: Récit incomplet de divers voyages (Michael Haneke): Perrin
- 2002 : Haider lebt - 1. April 2021 : Lehrer
- 2004 : Le roi des voleurs : Kardinal
- 2004 : Les truands cuisinent : Leo
- 2006 : Slumming : Kallmann
- 2010 : Henri IV : Legat

### Comme réalisateur
- 1985 : Schmutz
- 1989 : Weiningers Nacht
- 1994 : Das Auge des Taifun
- 1995 : Der Kopf des Mohren